# Maisí
Maisí è un comune di Cuba, situato nella provincia di Guantánamo.